# 종형 비커 문화
종형 비커 문화(鐘形 - 文化, 영어: Bell Beaker culture) 또는 비커 문화는 유럽 청동기 시대 초창기인 기원전 2800년 전후에 나타나기 시작한 독특한 도기 문화로, 뒤집은 종 모양의 음용 그릇을 특징으로 하였다. "종형 비커 복합체", "종형 비커 현상" 등으로도 불린다. 1900년에 파울 라이네케가 특유의 용기 모양에서 이름을 따와 붙였다.
유럽 대륙에서는 기원전 2300년 경에는 사라져 우네티체 문화 등에 대체되었으나, 영국 제도에서는 늦게는 기원전 1800년 경까지 존속하였다. 서유럽 전역에 걸쳐서 관련 유물이 발견되었으며 지역에 따라서 상당한 변이도 보인다. 부분적으로 선행한 매듭무늬토기 문화는 한동안 공존하였으며 북·중유럽에서는 선행한 누두형 비커 문화가 있었다.
초기 단계의 종형 비커 문화는 중유럽의 매듭무늬토기 문화의 서쪽에서 동시대에 존재하던 문화로 관찰된다. 기원전 2400년경부터 비커 문화는 동쪽으로 매듭무늬토기 문화의 영역까지 확장된다. 동쪽으로 최대 폴란드까지 이르는 유럽의 중·동부 지역에서는 매듭무늬토기 문화에서 비커 문화로의 일련의 과정이 발생한다. 이 기간은 신석기 시대 동안 상대적으로 상호 단절되어 있던 대서양과 서유럽의 문화적 접촉을 보여주는 기간이다. 성숙한 단계의 종형 비커 문화는 특징적인 유물 유형의 집합일 뿐만 아니라 구리와 금의 금속 세공, 장거리 교류 네트워크, 궁술, 특정 유형의 장식을 통해 이해되며, 관념·문화·종교적 사상, 사회 계층화, 지역 엘리트층의 출현을 공유했을 수 있다. 후기 비커 문화에서는 각지의 매장 방식(화장 포함), 주거 양식, 경제 구조 및 토기 등에서 광범위한 지역적 다양성이 두드러진다. 그럼에도 불구하고 Lemercier(2018)는 비커 문화의 성숙 단계가 대륙 규모로서의 "종형 비커 문명"의 출현을 의미한다고 말한다.

## 같이 보기
- 이베리아반도의 선사 시대